# Wendelin Foerster
Pour les articles homonymes, voir Foerster.
Wendelin Foerster (10 février 1844 - 18 mai 1915) fut un philologue autrichien. 
Il fut notamment le premier à publier les œuvres complètes de Chrétien de Troyes, même si son édition de Perceval ou le conte du Graal ne fut publiée qu’en 1932, après son décès par Alfons Hilka.

## Biographie
Il avait notamment pour ambition de retrouver pour Chrétien de Troyes le texte le plus proche de celui qu'aurait pu écrire l'auteur champenois. Sa méthode a longtemps été critiquée[pourquoi ?] et depuis réédité par Jean-Louis Paul (pour trois de ses romans) qui en a proposé une traduction en vers, conservant l'octosyllabe et la rime.

## Ouvrages
- Aiol et Mirabel und Elie de Saint Gille, 1876-1882.
- Li Chevaliers as deus espees, 1877.
- Christian von Troyes, Sämtliche erhaltene Werke nach allen bekannten Handschriften herausgegeben (Chrétien de Troyes, toutes ses œuvres selon tous les manuscrits). En cinq parties :
  - Cligès, 1884.
  - Der Löwenritter, 1887 (Le Chevalier au Lion).
  - Erec und Enide, 1890 (Érec et Énide).
  - Der Karrenritter (Lancelot) und das Wilhelmsleben (Guillaume d’Angleterre), 1899. Guillaume d’Angleterre n’est plus majoritaiement accepté comme une œuvre de Chrétien de Troyes.
  - Der Percevalroman (Li Contes del Graal), 1932. Posthume, édité par Alfons Hilka.
- Kristian von Troyes Wörterbuch zu seinem sämtlichen Werken, 1914 (Le dictionnaire de Chrétien de Troyes, selon toutes ses œuvres)
- Chrétien de Troyes, Erec et Enide, édition bilingue, traduite et annotée par Alex Delusier, texte établi par Wendelin Foerster, Paris, L'Harmattan, coll. "Poésie(s)", 2023.
- Chrétien de Troyes, Lancelot, le chevalier de la Charrette, roman poétique traduit en vers par Jean-Louis Paul, avec le texte original en regard par Wendelin Foerster, Ressouvenances, mars 2012.
- Chrétien de Troyes, Yvain, le chevalier au Lion, roman poétique traduit en vers par Jean-Louis Paul, avec le texte original en regard par Wendelin Foerster, avec un lexique et une présentation par le traducteur, Ressouvenances, mai 2012.
- Chrétien de Troyes, Perceval et Gauvain. Le conte du graal, roman poétique traduit en vers par Jean-Louis Paul, avec le texte original en regard d’Alfons Hilka, Ressouvenances, 2013.
- Das altfranzösische Rolandslied (La Chanson de Roland), deux ouvrages publiés en 1883 (édition critique des manuscrits de Châteauroux et Venise IV) et en 1886 (manuscrits de Paris, Cambridge et Lyon, avec une large table de correspondance, incluant les manuscrits d'Oxford et du Curé Conrad).